# Caroline Harris
Caroline Harris (1 de noviembre de 1866 - 23 de abril de 1937) fue una actriz estadounidense. Apareció en 12 películas entre 1909 y 1917. Hizo su última aparición en The Gulf Between, la primera película de Technicolor.
Harris era madre del actor de cine estadounidense Richard Barthelmess.
Murió en Manhattan, Nueva York, el 23 de abril de 1937 a los 70 años.

## Filmografía
- To Save Her Soul (1909)
- Madame Butterfly (1915)
- Gold and the Woman (1916)
- The Ragged Princess (1916)
- The Eternal Sapho (1916)
- The Gulf Between (1917)
- The Boy Girl (1917)